# Pháp chế xã hội chủ nghĩa
Pháp chế xã hội chủ nghĩa là chế độ chính trị - xã hội xã hội chủ nghĩa, trong đó đòi hỏi các cơ quan, nhân viên nhà nước, các tổ chức xã hội và mọi công dân tôn trọng, tuân thủ, chấp hành nghiêm chỉnh hiến pháp, pháp luật không có ngoại lệ.

## Ở Việt Nam
Ở Việt Nam, pháp chế xã hội chủ nghĩa được quy định tại Điều 8 của Hiến pháp năm 2013: "1. Nhà nước được tổ chức và hoạt động theo Hiến pháp và pháp luật, quản lý xã hội bằng Hiến pháp và pháp luật, thực hiện nguyên tắc tập trung dân chủ. 2. Các cơ quan nhà nước, cán bộ, công chức, viên chức phải tôn trọng Nhân dân, tận tụy phục vụ Nhân dân, liên hệ chặt chẽ với Nhân dân, lắng nghe ý kiến và chịu sự giám sát của Nhân dân; kiên quyết đấu tranh chống tham nhũng, lãng phí và mọi biểu hiện quan liêu, hách dịch, cửa quyền".

## Yêu cầu
Pháp chế xã hội chủ nghĩa được quy định bởi pháp luật xã hội chủ nghĩa. Do vậy, để có pháp chế xã hội chủ nghĩa, Nhà nước xã hội chủ nghĩa phải ban hành được hệ thống pháp luật đầy đủ, hoàn chỉnh. Yêu cầu hàng đầu là bảo đảm tính tối cao của Hiến pháp, pháp luật.
Pháp chế xã hội chủ nghĩa yêu cầu đối với các chủ thể pháp luật phải tôn trọng, tuân thủ, chấp hành nghiêm chỉnh pháp luật.

## Nguyên tắc
Nguyên tắc pháp chế xã hội chủ nghĩa là những tư tưởng chủ đạo, cơ bản thể hiện bản chất và đặc điểm của pháp chế xã hội chủ nghĩa; chỉ đạo việc xây dựng, tổ chức thực hiện pháp luật trong hoạt động của nhà nước và đời sống xã hội.  Pháp chế xã hội chủ nghĩa bao gồm những nguyên tác sau:

### Thống nhất trên quy mô toàn quốc
Pháp chế thống nhất nghĩa là trên quy mô toàn quốc chỉ có một nền pháp chế duy nhất, không có và không thể có pháp chế của địa phương này hay của địa phương khác. Sự thống nhất đó được thể hiện trước hết bảo đảm cho pháp luật phải được ban hành và tổ chức thực hiện thống nhất trong phạm vi cả nước; bảo đảm cho mọi công dân đều bình đẳng trước pháp luật, mọi vi phạm pháp luật phải được xử lý nghiêm minh, không chấp nhận bất kỳ một đặc quyền hay ngoại lệ nào. Đây là nguyên tắc bảo đảm tính thống nhất của hệ thống pháp luật, tạo điều kiện cho hệ thống đó phát triển ngày càng hoàn thiện, làm cơ sở củng cố và tăng cường pháp chế xã hội chủ nghĩa.
- Bảo đảm hiệu lực pháp lý cao nhất của Hiến pháp
- Thực hiện nghiêm chỉnh pháp luật là nguyên tắc bắt buộc chung đối với mọi chủ thể, không có ngoại lệ
- Mọi vi phạm pháp luật phải được phát hiện kịp thời và xử lý nghiêm minh không có ngoại lệ
- Bảo đảm và bảo vệ quyền, tự do của con người và công dân theo quy định của pháp luật

## Nội dung
- Xây dựng và hoàn thiện pháp luật
- Tổ chức thực hiện pháp luật
- Thực hiện công tác kiểm tra, thanh tra, giám sát việc thực hiện pháp luật nhằm phòng ngừa và xử lý các vi phạm pháp luật

## Điều kiện bảo đảm
- Bảo đảm chính trị và tư tưởng.
- Bảo đảm kinh tế.
- Bảo đảm pháp lý đối với pháp chế: là những hoạt động của cơ quan bảo vệ pháp luật nhằm đấu tranh với các vi phạm pháp chế, bảo vệ lợi ích của xã hội, quyền và tự do của công dân, ngăn ngừa những vi phạm pháp luật.
- Bảo đảm về xã hội đối với pháp chế và trật tự pháp luật: là tổng thể những biện pháp do các tổ chức xã hội thực hiện nhằm đấu tranh chống những vi phạm pháp luật.